# KANDA SQUARE
KANDA SQUARE（カンダスクエア、神田スクエア）は、東京都千代田区神田錦町に所在する複合施設である。

## 概要
東京電機大学神田キャンパス跡地および神田警察署跡地を一体化した再開発事業であり、住友商事が事業主体となり建設が進められた。住友商事が単独で行う不動産事業としては過去最大規模となり、同社の開発拠点である「神田エリア」のフラッグシップに位置づけられている。
2020年2月に竣工したが、一部飲食店の開店延期などがあり全面開業は同年9月4日となった。
外観や内装は「錦町」にちなみ錦織物をモチーフとしたデザインを取り入れている。高層部は経糸に見立てた竪庇と緯糸に見立てた水平庇により奥行き感のある外装とし、併せて日射を70％遮り外部からの熱負荷を低減する効果も持たせている。
1階は「和」をイメージした商業フロアとし、2階には音楽ライブや展示会、講演会など多用途に対応した約450平方メートルのホール「KANDA SQUARE HALL」（カンダスクエアホール）、3階には約200平方メートルの小ホール「KANDA SQUARE ROOM」と4室の貸し会議室「KANDA SQUARE CONFERENCE」が設けられた。4階の設備階を挟み5階から最上階までが1フロア最大約2,950平方メートルのオフィスフロアとなっている。
BCP対策として2階床下に免震層を設けた「中間層免震構造」が採用されたほか、中圧ガスと重油で最大15日間稼働する非常用発電機が設けられている。非常用発電機は東京電力グループが提供する「プレミアムグリッドサービス」により、いずれも住友商事が所有する東側の「神田スクエアフロント」および南東側の「KANDA SQUARE GATE」に電力を融通することが可能となっている。
敷地内には1300本の植樹や水景、ワイヤーアートによる動物を模したモニュメントなどが設けられた2000平方メートル超の広場が整備されている。広場は誰でも利用が可能なオープンスペースとなっており、Wi-Fi環境や電源コンセントなども整備されたほか、イベントなどにも対応している。

## テナント

### オフィス
主な入居企業
- 任天堂

東京支店
任天堂販売 本社
1-UPスタジオ
ワープスター
ニンテンドーピクチャーズ
- ハル研究所[17]
- ゲームフリーク[18]
- 富士薬品 東京本部[19]
- 農中信託銀行 本店[20]
- 日新電機 東京支社[21]
- 小松ウオール工業 東京ショールーム[22]
- 三菱ガス化学トレーディング[23]
- 首都高速道路　更新・建設局[24]
- 商船三井テクノトレード [25]
- 住商メタレックス[26]
- 住商アーバン開発[27]
- 住商マリン[28]
- ビルボ 東京支社[29]
- タダノ 東京オフィス[30]
- WeWork（コワーキングスペース）

シンガポール航空東京事務所
ワンダープラネット東京オフィス

### 店舗
すべて1階に所在。
飲食店
- GOOD DISH TOKYO
- タリーズコーヒー[33]
- 串焼 博多松介[33]
- 魚と酒 つりや[33]
- 豊島屋酒店[34]
- MODERN チャイニーズ コックマン[33]
- 錦町食堂 このじ魚金[33]
- 魚金醸造スタンド[33]
- POINT ET LIGNE[33]

スーパー・コンビニ
- サミット[33]
- ローソン[33]

その他
- ANGERS ravissant[33]
- karendo[33]

## アクセス
- 都営地下鉄新宿線小川町駅 - B7出口より徒歩3分
- 東京メトロ丸ノ内線淡路町駅 - 同上
- 東京メトロ千代田線新御茶ノ水駅 - 同上
- 東京メトロ半蔵門線神保町駅 - A9出口より徒歩5分
- 東京メトロ東西線竹橋駅 - 3b出口より徒歩6分
- 東京メトロ千代田線大手町駅 - C2B出口より徒歩8分
- JR中央線快速・中央・総武緩行線御茶ノ水駅 - 聖橋口より徒歩9分
- JR山手線・京浜東北線・中央線快速神田駅 - 北口より徒歩10分
- 東京メトロ銀座線神田駅 - 4番出口より徒歩10分